# マヌエル・ヒメネス
- マノロ・ヒメネス
- マノーロ・ヒメネス

マヌエル・"マノロ"・ヒメネス・ヒメネス（Manuel "Manolo" Jiménez Jiménez, 1964年1月26日 - ）は、スペイン・セビージャ県アラアル出身の元同国代表サッカー選手、現サッカー指導者。現役時代のポジションはDF（左サイドバック）。

## 選手経歴
選手時代はセビージャFCで14年間プレーし、主に左サイドバックとして活躍した。通算354試合出場は、クラブ歴代1位の記録である。また、スペイン代表として1990年のワールドカップ・イタリア大会に参加する等、国際Aマッチ15試合に出場した。

## 指導者経歴
引退後は指導者として2000年から2007年までセビージャのBチームであるセビージャ・アトレティコでコーチを務める。ホセ・アントニオ・レジェスやセルヒオ・ラモス、アントニオ・プエルタ、ヘスス・ナバスらをトップチームに送り込んだ。2007年10月27日、ファンデ・ラモス監督のトッテナム・ホットスパーFC移籍に伴いセビージャFC監督に昇進した。若手を積極的に起用する方針を貫いたが、公式戦7試合勝ち無しなど成績不振に陥り2010年3月23日に解任された。
2010年10月7日、シーズン開幕から5試合を終えて7位と低迷するギリシャ・スーパーリーグのAEKアテネFC監督に就任し、2010-11シーズンのギリシャ・カップを制したが、2011年10月に双方合意の上で契約を解除して退任した。
2011年12月末、解任されたハビエル・アギーレ監督の後任として、2011-12シーズン終了までの契約でレアル・サラゴサ監督に就任した。リーグ最下位のクラブを引き継ぐと最終節に残留を達成し、6月4日に契約を延長した。
2013年11月4日、カタールのアル・ラーヤンSCに招聘される。
2017年1月にAEKアテネの指揮官として復帰。2017-18シーズンには24年振りのリーグ優勝に導いた。シーズンを終えると家庭の事情でギリシャを去り、UDラス・パルマスの監督に就任。2018年11月16日に解任となった。
2019年2月に再びAEKアテネに復帰し16試合10勝を挙げるが、同年5月に契約を満了した。
同年10月、UAEのアル・ワフダ・アブダビの指揮官として招聘される。
2020年12月23日、AEKアテネの監督に4度目の就任となり2021-22シーズンまでの契約を締結した。しかし、シーズン終了後に退任した。
2024年3月からパラグアイのセロ・ポルテーニョで監督を歴任。公式戦32試合を指揮し16勝8分け8敗と一定の成績を残していたが、同年9月30日に解任された。
同年10月12日、APOELニコシアの監督に就任し、2025年5月までの契約を締結した。

## 監督成績
2021年5月16日現在
| クラブ         | 就任           | 退任           | 記録 | 記録 | 記録 | 記録 | 記録  | 記録 | 記録 | 記録   |
| クラブ         | 就任           | 退任           | 試   | 勝   | 分   | 敗   | 得    | 失   | 差   | 勝率   |
| -------------- | -------------- | -------------- | ---- | ---- | ---- | ---- | ----- | ---- | ---- | ------ |
| セビージャB    | 2000年7月1日   | 2007年10月27日 | 297  | 139  | 88   | 70   | 380   | 225  | +155 | 046.80 |
| セビージャ     | 2007年10月27日 | 2010年3月23日  | 136  | 74   | 22   | 40   | 228   | 147  | +81  | 054.41 |
| AEKアテネ      | 2010年10月7日  | 2011年10月5日  | 50   | 25   | 8    | 17   | 76    | 62   | +14  | 050.00 |
| サラゴサ       | 2011年12月31日 | 2013年6月10日  | 66   | 22   | 11   | 33   | 65    | 98   | −33  | 033.33 |
| アル・ラーヤン | 2013年11月4日  | 2015年5月20日  | 56   | 29   | 12   | 15   | 142   | 66   | +76  | 051.79 |
| AEKアテネ      | 2017年1月19日  | 2018年5月25日  | 79   | 47   | 21   | 11   | 130   | 42   | +88  | 059.49 |
| ラス・パルマス | 2018年5月26日  | 2018年11月16日 | 15   | 5    | 7    | 3    | 22    | 14   | +8   | 033.33 |
| AEKアテネ      | 2019年2月6日   | 2019年5月27日  | 16   | 10   | 2    | 4    | 27    | 12   | +15  | 062.50 |
| アル・ワフダ   | 2019年10月19日 | 2020年7月18日  | 23   | 12   | 4    | 7    | 35    | 35   | +0   | 052.17 |
| AEKアテネ      | 2020年12月27日 | 2021年5月25日  | 30   | 12   | 6    | 12   | 38    | 40   | −2   | 040.00 |
| 合計           | 合計           | 合計           | 768  | 378  | 185  | 205  | 1,143 | 741  | +402 | 049.22 |

## タイトル

### 指導者時代
セビージャ・アトレティコ
- セグンダ・ディビシオンB：1回（2006-07）

AEKアテネFC
- ギリシャ・スーパーリーグ：1回（2017-18）
- キペロ・エラーダス：1回（20101-11）

アル・ラーヤンSC
- カタールガス・リーグ：1回（2014-15）

個人
- PSAP年間最優秀監督賞：1回（2017-18）